# رشكنانيه
رشكنانية Rechknanay  هي إحدى القرى اللبنانية من قرى قضاء صور في محافظة الجنوب. يقدر عدد سكانها اليوم بحوالي 1800 نسمة وجلهم من الطائفة الشيعية. يوجد فيها بلدية مؤلفة من ثمانية أعضاء ورئيس بلدية ومختار واحد فقط ومدرسة رسمية. وتبلغ مساحتها 6400 متر مربع. 

## أصل التسمية
في السريانية: رأس المستقيمين الصلاح. وقد يكون من راحة الكف وأخمص القدم ورأس المفصل.

## عن القرية
مصادر مياهها من ديرقانون رأس العين وعين الجوزة محلية.
وعائلاتها هم: هاشم، إسكندر، صالح، جمعة، عسكر، شرف الدين، علي، عمار، حكيم، زين، ذيب، فقيه، فهد، ناصر، صوفان، كنعان، عبد الكريم، عاشور، بيضون وخليل. يحدها من الشرق ديرعامص ومن الغرب صديقين ومن الجنوب كفرا ومن الشمال قانا والبياض.
يعيش اهلها على (الزراعة منها التبغ والزيتون)والتجارة والاغتراب، يوجد فيها عين ماء وتسمى عين الجوزة، تبعد عن العاصمة بيروت ما يقارب 100 كلم،
يوجد فيها اثارات من مدافن وغيرها من زمن الفينيقيين وترتفع عن سطح البحر 450 متر، يوجد فيها مساحة لابأس بها من شجر السنديان والزيتون، وكان اهلها سابقآ مشهورين بتربية المواشي من الأبقار والماعز، لكن إلى عام 2010 لم تعد موجودة هذه المواشي.